# قرار مجامل
القرار المجامل عبارة عن قرار غير مثير للجدل في صورة تهنئة بمناسبة ولادة الطفل، أو احتفال بذكرى زواج أو تهاني بإنجاز مذهل لمواطن أو حدث مماثل. إنه قرار للإعراب عن الشكر على مساعدة، أو الثناء على إنجازات جديرة بالتقدير؛ مثال على القرار المجامل هو القرار في نهاية الاتفاقية السياسية بشكر الجميع على وقتهم.